# Brian Jack

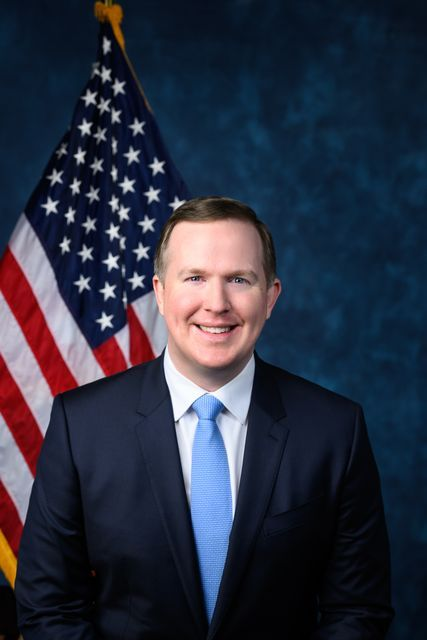
Brian Jack (2025)

Brian Timothy Jack(* 17. Februar 1988 in Atlanta, Georgia) ist ein US-amerikanischer Politiker der Republikanischen Partei. Er wurde 2024 im 3. Kongresswahlbezirk des Staates Georgia in das Repräsentantenhaus der Vereinigten Staaten gewählt.

## Leben
Brian Jack studierte an der Pepperdine University und schloss dort 2010 seine Studien mit dem Bachelor ab. Er wurde Politikberater und arbeitete für Wahlkampagnen von Republikanern, das American Israel Public Affairs Committee und für das Republican National Committee.
Brian Jack ist Mitglied der Georgia Historical Society, der Fayette County Historical Society und der Sons of the American Revolution.

## Politik
Im Vorfeld der Präsidentschaftswahl 2016 war Jack zunächst Teil des Wahlkampfteams von Ben Carson, bevor er sich Donald Trumps Wahlkampagne anschloss. Hier war er unter anderem vor der Republican National Convention 2016 Delegate Management Director. Zur Zeit des Kabinetts Trump I war er 2019 bis 2023 Political Director im Weißen Haus. Nach dem Ausscheiden Trumps aus dem Weißen Haus stellte ihn der Führer der republikanischen Minderheit im Repräsentantenhaus Kevin McCarthy ein. Er arbeitete für McCarthy auch noch, als McCarthy Sprecher des Repräsentantenhauses war und ging dann zurück. zu Trumps Wahlkampfteam  für die Präsidentschaftswahl 2024.
Anfang März 2024 begann er seine Kandidatur im 3. Kongresswahlbezirk Georgias um die Nachfolge Drew Fergusons gegen eine größere Zahl republikanischer Kandidaten und erhielt sofort eine Wahlempfehlung Trumps. In der Primary im Mai 2024 erhielt Jack zwar die meisten Stimmen, aber nicht genug, um die Stichwahl gegen Bundesstaats-Senator Mike Dugan im Juni zu vermeiden. In der Stichwahl erhielt er dann 62,6 % der Stimmen. In der Hauptwahl im November setzte er sich mit 66,3 % gegen die demokratische Kandidatin Maura Keller durch. Seine erste Legislaturperiode im 119. Kongress begann am 3. Januar 2025 und endet am 3. Januar 2027.